# Kees Vuyk
Cornelis Maarten (Kees) Vuyk (1953) is een Nederlands filosoof en psycholoog.  

## Biografie
In 1990 promoveerde Vuyk aan de Universiteit van Amsterdam op het proefschrift Homo Volens. Beschouwingen over de moderne mens als willende mens naar aanleiding van Nietzsche en Heidegger. Tussen 2001 en 2006 was hij directeur van het Theater Instituut Nederland. Van 2006 - 2016 was hij als hoofddocent cultuurbeleid verbonden aan de Universiteit Utrecht, Zijn onderzoek richt zich onder andere op de waarde van cultuur.
In 2018 won hij de Socratesbeker voor zijn boek Oude en nieuwe ongelijkheid. Over het failliet van het verheffingsideaal.

### Eigen werk
- Homo volens. Beschouwingen over de moderne mens als willende mens, naar aanleiding van Heidegger en Nietzsche. Kampen, 1990 (proefschrift).
- Grote en kleine verhalen. Zwolle, 1991.
- De esthetisering van het wereldbeeld. Essays over filosofie en kunst. Kampen, 1992.
- De treurnis blijft. Essays over melancholie en verbeelding. Kampen, 1995.
- Het menselijk teveel. Over de kunst van het leven en de waarde van kunst. Kampen, 2002.
- Oude en nieuwe ongelijkheid. Over het failliet van het verheffingsideaal. Utrecht, 2017.
- De feilbare mens. Waarom ongelijkheid zo slecht nog niet is. Utrecht, 2019.

### Vertalingen
- Friedrich Nietzsche, De geboorte van de tragedie of Griekse cultuur en pessimisme. Amsterdam, 1987.
- Rüdiger Safranski, Hoeveel waarheid hebben mensen nodig? Over het denkbare en het leefbare. Amsterdam, 1993.

- Digitale Bibliotheek voor de Nederlandse Letteren: vuyk003
- Gemeinsame Normdatei: 1207791210
- International Standard Name Identifier: 0000 0003 8154 0924
- Library of Congress Control Number: n93111886
- Nederlandse Thesaurus van Auteursnamen: 075219611
- Virtual International Authority File: 261724170
- WorldCat: E39PBJpv6bwMvFRYQkv8f49hpP